# Stachelsgut
Stachelsgut ist ein Ortsteil im Stadtteil Alt Refrath von Bergisch Gladbach.

## Geschichte
In dem Namen Stachelsgut hat sich die alte Bezeichnung für die Siedlung Das Stachels Gut erhalten, die im Urkataster westlich Altrefrather Ortskerns im Bereich der heutigen Straße Stachelsgut verzeichnet ist. Das Stachelsgut war eine mittelalterliche Hofgründung, die sich im 13. Jahrhundert im Besitz der Ministerialenfamilie von Merheim befand und bis ins 17. Jahrhundert Wirtsgut nannte. Das vermutlich im 10./11. Jahrhundert angelegte Wirtsgut lag nahe bei der alten Refrather Kirche, wo die Besucher der Kirche bewirtet wurden. Für 1645 liegt ein Nachweis über den Inhaber mit dem Namen Stacius zu Mullem vor. Daraus hat sich die Bezeichnung Stachiusgut bzw. Stachels Gut entwickelt. Der frühneuzeitliche Personenname Stacius/Stachius hatte sich aus dem Heiligennamen Eustachius gebildet.

## Baudenkmal
Das Fachwerkhaus Stachelsgut 38 wurde Anfang des 19. Jahrhunderts erbaut. Es ist unter Nr. 7 in der Liste der Baudenkmäler in Bergisch Gladbach eingetragen.